# Vuelta a España 1987
La 42.ª edición de la Vuelta a España se disputó del 23 de abril al 15 de mayo de 1987 con un recorrido de 3.921 km dividido en un prólogo y 22 etapas con inicio en Benidorm y final en Madrid.
Participaron 179 corredores repartidos en 19 equipos de los que solo lograron finalizar la prueba 88 ciclistas.
El vencedor, el colombiano Luis Herrera cubrió la prueba a una velocidad media de 37,143 km/h.
En ausencia del vencedor del año anterior, Álvaro Pino, los principales favoritos al triunfo final eran el francés Laurent Fignon, el italiano Moreno Argentin, el irlandés Sean Kelly y el español Pedro "Perico" Delgado.
El belga Jean-Luc Vandenbroucke, obligado por el equipo Kas a tomar la salida, a pesar de sufrir una fuerte gripe, se impuso en el prólogo. La primera etapa de relevancia para los favoritos fue la contrarreloj disputada en Valencia, en la que se impuso Sean Kelly. Fignon, afectado de una sinusitis, se encontraba ya a dos minutos y medio en la clasificación general.
La 6.ª etapa, con final en Andorra, supuso la primera demostración de fuerza del ciclismo colombiano. Lucho Herrera, acompañado de varios compañeros y los españoles Ángel Arroyo y Vicente Belda, protagonizó varios ataques en la ascensión final, consiguiendo descolgar a todos los favoritos. A pesar de ello, Kelly recuperó aquel día el maillot amarillo.
En la etapa siguiente, con ascensión final a la estación de Cerler, el corredor colombiano vuelve a plantar batalla. La victoria en la etapa fue para el español Laudelino Cubino, si bien Herrera consiguió recortar mucha distancia a Kelly. Al mismo tiempo, el alemán Reimund Dietzen, se colocó como líder, con apenas dos segundos sobre el corredor irlandés.
No sería hasta la 11.ª etapa en la que volvería a haber cambio de líder. El colombiano Herrera, por fin conseguía el maillot amarillo, tras vencer destacado en los Lagos de Covadonga. Delgado y Fignon fueron los más perjudicados de la etapa, y solo Kelly y Dietzen permanecían cerca del ciclista colombiano en la general.
La carrera continuó sin cambios en la general hasta llegar a la 18.ª etapa, una contrarreloj de 24 kilómetros disputada en Valladolid. Sobre el papel, Kelly era claramente superior a Herrera en la especialidad contra el reloj, por lo que parecía que la Vuelta se decantaba del lado del ciclista irlandés. Jesús Blanco Villar logró el triunfo de etapa, pero el maillot amarillo, tal como se presagiaba, cambió de manos.
Sin embargo, el corredor irlandés se vería obligado a abandonar la carrera al día siguiente, víctima de un problema de hemorroides. Aquel mismo día, Fignon se hacía con el triunfo de etapa y se situaba tercero en la general, por delante de Perico Delgado, y Luis Herrera entraba segundo en línea de meta, distanciado del resto de favoritos, aventajando a Dietzen en suficiente tiempo como para que no fuera un peligro en las etapas restantes.
La carrera no sufriría más cambios, y así, Lucho Herrera se convertía en el primer ciclista colombiano, y a la vez, el primer ciclista latinoamericano y no europeo en ganar la Vuelta a España. En el podio, le acompañaron Reimund Dietzen, segundo, y Laurent Fignon, tercero. Herrera se impuso también en la clasificación de la montaña, y Alfonso Gutiérrez fue el vencedor en la clasificación por puntos.

## Etapas
| Etapa      | Fecha     | Recorrido                               | type                    | Distancia (km) | Ganador                   | Líder                  |
| ---------- | --------- | --------------------------------------- | ----------------------- | -------------- | ------------------------- | ---------------------- |
| Prólogo    | 23 de abr | Benidorm – Benidorm                     | contrarreloj individual | 6,6            | Jean-Luc Vandenbroucke    | Jean-Luc Vandenbroucke |
| 1.ª etapa  | 24 de abr | Benidorm – Albacete                     | etapa escarpada         | 219            | Sean Kelly                | Sean Kelly             |
| 2.ª etapa  | 25 de abr | Albacete – Valencia                     | etapa escarpada         | 217            | Paolo Rosola              | Roberto Pagnin         |
| 3.ª etapa  | 26 de abr | Valencia – Valencia                     | contrarreloj individual | 34,8           | Sean Kelly                | Sean Kelly             |
| 4.ª etapa  | 27 de abr | Valencia – Villarreal                   | etapa escarpada         | 169            | Alfonso Gutiérrez         | Sean Kelly             |
| 5.ª etapa  | 28 de abr | Salou – Barcelona                       | etapa escarpada         | 165            | Roberto Pagnin            | Roberto Pagnin         |
| 6.ª etapa  | 29 de abr | Barcelona – Andorra                     | etapa de montaña        | 220            | Jesús Ignacio Ibáñez Loyo | Sean Kelly             |
| 7.ª etapa  | 30 de abr | Seo de Urgel – Aramón Cerler            | etapa de montaña        | 186            | Laudelino Cubino          | Reimund Dietzen        |
| 8.ª etapa  | 1 de may  | Benasque – Zaragoza                     | etapa llana             | 219            | Iñaki Gastón              | Reimund Dietzen        |
| 9.ª etapa  | 2 de may  | Zaragoza – Pamplona                     | etapa escarpada         | 180            | Antonio Esparza           | Reimund Dietzen        |
| 10.ª etapa | 3 de may  | Miranda de Ebro – Alto Campoo           | etapa de media montaña  | 213            | Enrique Aja               | Reimund Dietzen        |
| 11.ª etapa | 4 de may  | Santander – Lagos de Covadonga          | etapa de montaña        | 179            | Lucho Herrera             | Lucho Herrera          |
| 12.ª etapa | 5 de may  | Cangas de Onís – Oviedo                 | etapa de media montaña  | 142            | Carlos Hernández Bailo    | Lucho Herrera          |
| 13.ª etapa | 6 de may  | Luarca – Ferrol                         | etapa llana             | 223            | Carlos Emiro Gutiérrez    | Lucho Herrera          |
| 14.ª etapa | 7 de may  | Ferrol – La Coruña                      | etapa escarpada         | 220            | Juan Fernández Martín     | Lucho Herrera          |
| 15.ª etapa | 8 de may  | La Coruña – Vigo                        | etapa escarpada         | 185            | Antonio Esparza           | Lucho Herrera          |
| 16.ª etapa | 9 de may  | Puenteareas – Ponferrada                | etapa escarpada         | 237            | Dominique Arnaud          | Lucho Herrera          |
| 17.ª etapa | 10 de may | Ponferrada – Valladolid                 | etapa escarpada         | 221            | Roberto Pagnin            | Lucho Herrera          |
| 18.ª etapa | 11 de may | Valladolid – Valladolid                 | contrarreloj individual | 24             | Jesús Blanco Villar       | Sean Kelly             |
| 19.ª etapa | 12 de may | Barco de Ávila, El – Ávila              | etapa de montaña        | 213            | Laurent Fignon            | Lucho Herrera          |
| 20.ª etapa | 13 de may | Ávila – Palazuelos de Eresma            | etapa de media montaña  | 183            | Omar Hernández            | Lucho Herrera          |
| 21.ª etapa | 14 de may | Palazuelos de Eresma – Collado Villalba | etapa de media montaña  | 160            | Pacho Rodríguez           | Lucho Herrera          |
| 22.ª etapa | 15 de may | Alcalá de Henares – Madrid              | etapa llana             | 173            | Jaime Vilamajó            | Lucho Herrera          |

## Equipos participantes
| Equipo                    | Jefe de filas         |
| BH                        | Laudelino Cubino      |
| AD Renting-Fangio-IOC-MBK | Gregor Braun          |
| Bose - Systeme U          | Laurent Fignon        |
| Café de Colombia          | Luis Herrera          |
| Caja Rural                | Pello Ruiz Cabestany  |
| Dormilón                  | Luc Suykerbuyk        |
| DYC - Lucas               | Bjarne Riis           |
| Fagor - Larios            | Martin Earley         |
| Frinca Colchón - CR       | Miguel Ángel Iglesias |

| Equipo           | Jefe de filas   |
| Gewiss-Bianchi   | Moreno Argentin |
| Kas              | Sean Kelly      |
| Kelme            | Vicente Belda   |
| PDM              | Pedro Delgado   |
| Reynolds - Seur  | Ángel Arroyo    |
| Ryalcao Postobón | Omar Hernández  |
| Sporting Vitalis | Joaquim Gomes   |
| Teka             | Raimund Dietzen |
| Zahor            | Juan Fernández  |

## Clasificaciones
En esta edición de la Vuelta a España se diputaron ocho clasificaciones que dieron los siguientes resultados:

### Clasificación general
| \| Clasificación general \| Clasificación general \| Clasificación general \| Clasificación general \| Clasificación general \| \| Ciclista \| Ciclista \| Equipo \| Tiempo \| \| \| --------------------- \| ----------------------- \| ---------------------- \| --------------------- \| --------------------- \| \| 1.º \| Lucho Herrera \| Café de Colombia-Varta \| 105 h 34 min 25 s \| \| \| 2.º \| Reimund Dietzen \| Teka \| + 1 min 04 s \| \| \| 3.º \| Laurent Fignon \| Système U \| + 3 min 13 s \| \| \| 4.º \| Pedro Delgado \| PDM-Ultima-Concorde \| + 3 min 52 s \| \| \| 5.º \| Óscar de Jesús Vargas \| Postobón-Ryalcao \| + 4 min 03 s \| \| \| 6.º \| Vicente Belda \| Kelme-Merckx \| + 4 min 40 s \| \| \| 7.º \| Anselmo Fuerte \| BH \| + 4 min 59 s \| \| \| 8.º \| Yvon Madiot \| Système U \| + 5 min 25 s \| \| \| 9.º \| Henry Cárdenas \| Café de Colombia-Varta \| + 7 min 08 s \| \| \| 10.º \| Omar Hernández \| Postobón-Ryalcao \| + 7 min 33 s \| \| \| 11.º \| Ángel Arroyo \| Reynolds \| + 8 min 15 s \| \| \| 12.º \| Iñaki Gastón \| Kas \| + 8 min 49 s \| \| \| 13.º \| Pedro Saúl Morales \| \| + 13 min 51 s \| \| \| 14.º \| Juan Tomás Martínez \| Zahor Chocolates \| + 17 min 34 s \| \| \| 15.º \| Pascal Poisson \| \| + 20 min 14 s \| \| \| 16.º \| José Patrocinio Jiménez \| Café de Colombia-Varta \| + 21 min 38 s \| \| \| 17.º \| Fede Etxabe \| BH \| + 23 min 30 s \| \| \| 18.º \| Martín Alonso Ramírez \| Café de Colombia-Varta \| + 24 min 13 s \| \| \| 19.º \| Enrique Aja \| Teka \| + 24 min 36 s \| \| \| 20.º \| Argemiro Bohórquez \| \| + 25 min 54 s \| \| |                         |                        |                   |
| |                         |                        |                   |
| Fuente: ProCyclingStats |                         |                        |                   |
| Clasificación general |                         |                        |                   |
| Ciclista | Ciclista                | Equipo                 | Tiempo            |
| 1.º | Lucho Herrera           | Café de Colombia-Varta | 105 h 34 min 25 s |
| 2.º | Reimund Dietzen         | Teka                   | + 1 min 04 s      |
| 3.º | Laurent Fignon          | Système U              | + 3 min 13 s      |
| 4.º | Pedro Delgado           | PDM-Ultima-Concorde    | + 3 min 52 s      |
| 5.º | Óscar de Jesús Vargas   | Postobón-Ryalcao       | + 4 min 03 s      |
| 6.º | Vicente Belda           | Kelme-Merckx           | + 4 min 40 s      |
| 7.º | Anselmo Fuerte          | BH                     | + 4 min 59 s      |
| 8.º | Yvon Madiot             | Système U              | + 5 min 25 s      |
| 9.º | Henry Cárdenas          | Café de Colombia-Varta | + 7 min 08 s      |
| 10.º | Omar Hernández          | Postobón-Ryalcao       | + 7 min 33 s      |
| 11.º | Ángel Arroyo            | Reynolds               | + 8 min 15 s      |
| 12.º | Iñaki Gastón            | Kas                    | + 8 min 49 s      |
| 13.º | Pedro Saúl Morales      |                        | + 13 min 51 s     |
| 14.º | Juan Tomás Martínez     | Zahor Chocolates       | + 17 min 34 s     |
| 15.º | Pascal Poisson          |                        | + 20 min 14 s     |
| 16.º | José Patrocinio Jiménez | Café de Colombia-Varta | + 21 min 38 s     |
| 17.º | Fede Etxabe             | BH                     | + 23 min 30 s     |
| 18.º | Martín Alonso Ramírez   | Café de Colombia-Varta | + 24 min 13 s     |
| 19.º | Enrique Aja             | Teka                   | + 24 min 36 s     |
| 20.º | Argemiro Bohórquez      |                        | + 25 min 54 s     |

### Clasificación por puntos
| Clasificación por puntos | Clasificación por puntos | Clasificación por puntos | Clasificación por puntos | Clasificación por puntos |
| Ciclista                 | Ciclista                 | Equipo                   | Puntos                   |                          |
| ------------------------ | ------------------------ | ------------------------ | ------------------------ | ------------------------ |
| 1.º                      | Alfonso Gutiérrez        | Teka                     | 147 pts                  |                          |
| 2.º                      | Lucho Herrera            | Café de Colombia-Varta   | 104 pts                  |                          |
| 3.º                      | Jesús Blanco Villar      | Teka                     | 104 pts                  |                          |

### Clasificación de la montaña
| Clasificación de la montaña | Clasificación de la montaña | Clasificación de la montaña | Clasificación de la montaña | Clasificación de la montaña |
| Ciclista                    | Ciclista                    | Equipo                      | Puntos                      |                             |
| --------------------------- | --------------------------- | --------------------------- | --------------------------- | --------------------------- |
| 1.º                         | Lucho Herrera               | Café de Colombia-Varta      | 174 pts                     |                             |
| 2.º                         | Vicente Belda               | Kelme-Merckx                | 105 pts                     |                             |
| 3.º                         | Henri Abadie                | Fagor-MBK                   | 97 pts                      |                             |

### Clasificación de las metas volantes
| Clasificación de las metas volantes | Clasificación de las metas volantes | Clasificación de las metas volantes | Clasificación de las metas volantes | Clasificación de las metas volantes |
| Ciclista                            | Ciclista                            | Equipo                              | Puntos                              |                                     |
| ----------------------------------- | ----------------------------------- | ----------------------------------- | ----------------------------------- | ----------------------------------- |
| 1.º                                 | Miguel Ángel Iglesias               | Colchón CR                          |                                     |                                     |

### Clasificación combinada
| Clasificación de la combinada | Clasificación de la combinada | Clasificación de la combinada | Clasificación de la combinada | Clasificación de la combinada |
| Ciclista                      | Ciclista                      | Equipo                        | Puntos                        |                               |
| ----------------------------- | ----------------------------- | ----------------------------- | ----------------------------- | ----------------------------- |
| 1.º                           | Laurent Fignon                | Système U                     |                               |                               |

### Clasificación de los sprints especiales
| Clasificación de las metas volantes |              |           |        |
| Ciclista                            | Ciclista     | Equipo    | Puntos |
| ----------------------------------- | ------------ | --------- | ------ |
| 1.º                                 | Henri Abadie | Fagor MBK |        |

### Clasificación de neoprofesionales
| Clasificación de las metas volantes |              |           |                   |
| Ciclista                            | Ciclista     | Equipo    | Tiempo            |
| ----------------------------------- | ------------ | --------- | ----------------- |
| 1.º                                 | Johnny Weltz | Fagor MBK | 106 h 25 min 35 s |

### Clasificación por equipos
| Clasificación por equipos | Clasificación por equipos | Clasificación por equipos | Clasificación por equipos |
| Equipo                    | Equipo                    | Tiempo                    |                           |
| ------------------------- | ------------------------- | ------------------------- | ------------------------- |
| 1.º                       | Postobón-Ryalcao          | 316 h 51 min 36 s         |                           |
| 2.º                       | BH                        |                           |                           |
| 3.º                       | Café de Colombia-Varta    |                           |                           |
| 4.º                       | Système U                 |                           |                           |
| 5.º                       | Teka                      |                           |                           |

## Banda sonora
TVE cubre esta prueba escogiendo como banda sonora la canción "Oro Negro"